# Ghelna
Ghelna este un gen de păianjeni săritori cu numai 4 specii răspândită doar în Statele Unite și Canada. 

## Specii
- Ghelna barrowsi (Kaston, 1973) — SUA
- Ghelna canadensis (Banks, 1897) — SUA, Canada
- Ghelna castanea (Hentz, 1846) — SUA
- Ghelna sexmaculata (Banks, 1895) — SUA, Canada